# Denis Rehák
Denis Rehák (14. května 1985 v Trenčině) je bývalý slovenský hokejový obránce. V roce 2003 jej ze 212. místa draftoval klub New York Islanders, v Severní Americe odehrál necelou jednu sezónu za juniorský celek Prince George Cougars. Nejvíce zápasů v kariéře odehrál za extraligové Vítkovice, dále nastupoval například za kazachstánský HK Irtyš-Pavlodar a své poslední sezóny odehrál za MHK Dubnica nad Váhom, hrající druhou nejvyšší slovenskou ligu.

## Hráčská kariéra
- Dukla Trenčín (do 2003, 2003–2004)
- Prince George Cougars (2003–2004)
- HC Ytong Brno (2004–2005)
- VSK Technika Brno (2004–2005)
- SK Horácká Slavia Třebíč (2005–2007)
- MHk 32 Liptovský Mikuláš (2007–2009)
- HC Vítkovice Steel (2009–2013)
- HK Irtyš-Pavlodar (2013–2015)
- Dukla Trenčín (2015–2016)
- MsHK Žilina (2016–2017)
- MHK Dubnica nad Váhom (2017–2019)